# Stuart Townsend
Stuart Peter Townsend (Howth, 15 dicembre 1972) è un attore e regista irlandese.

## Biografia
Townsend nasce a Howth, un sobborgo di Dublino, il 15 dicembre del 1972, figlio di Peter Townsend, un golfista inglese, e di Lorna Hogan, una modella irlandese, deceduta nel 1994. Townsend non ha mai avuto vocazione per la recitazione fintanto che non ha conosciuto una ragazza che frequentava la "Gaiety School of Acting" di Dublino e si è iscritto per sola curiosità a un corso di due settimane. Entusiasta, si è iscritto al corso biennale fino a ottenere il diploma nel 1994. Ha incominciato a recitare in spettacoli teatrali e in alcuni film amatoriali. Nel 1996 ha ottenuto il primo ruolo cinematografico in Trojan Eddie di Gillies MacKinnon con Richard Harris.
La fama internazionale l'ha ottenuta con il film Big Fish - Sparando al pesce con Kate Beckinsale, nel 2002 interpreta Lestat de Lioncourt nel film La regina dei dannati, tratto dal romanzo di Anne Rice, successivamente partecipa al film Gioco di donna e al film La leggenda degli uomini straordinari interpretando Dorian Gray.
Ha partecipato a un episodio della serie TV Will & Grace, nel ruolo di un pasticcere pansessuale.
Era stato scritturato da Peter Jackson per interpretare Aragorn, nella trilogia de Il Signore degli Anelli, ma il regista ha successivamente scelto Viggo Mortensen dato che Townsend era troppo giovane per interpretare quel ruolo.
Nel 2007 esordisce alla regia, dirigendo Battle in Seattle, di cui è anche sceneggiatore e produttore.

### Vita privata
Ha avuto una relazione di otto anni con l'attrice Charlize Theron (conosciuta nel 2002 sul set del film 24 ore), terminata nel gennaio 2010.

## Filmografia

### Cinema
- Big Fish - Sparando al pesce (Shooting Fish, 1997)
- Under the Skin - A fior di pelle (Under my Skin, 1997)
- Resurrection Man (1998)
- Simon Magus (1999)
- Wonderland (1999)
- About Adam (2000)
- La regina dei dannati (Queen of the Damned, 2002)
- 24 ore (Trapped, 2002)
- Shade - Carta vincente (Shade, 2003)
- La leggenda degli uomini straordinari (The League of Extraordinary Gentlemen, 2003)
- Gioco di donna (Head in the Clouds, 2004)
- Æon Flux - Il futuro ha inizio (Æon Flux, 2005) - non accreditato
- Non dire sì - L'amore sta per sorprenderti (The Best Man, 2005)
- Chaos Theory (2008)

### Televisione
- Will & Grace – serie TV, episodio 7x18 (2005)
- Night Stalker – serie TV, 10 episodi (2005-2006)
- XIII (XIII: The Series) – serie TV (2011-2013)
- Tradimenti - serie TV, 13 episodi (2014)
- Elementary - serie TV, 2 episodi (2015)
- Salem - serie TV (2015)
- Law & Order: Unità vittime speciali - serie TV, 1 episodio (2017)

### Regista
- Battle in Seattle - Nessuno li può fermare (Battle in Seattle) (2007)

## Doppiatori italiani
Nelle versioni in italiano delle opere in cui ha recitato, Stuart Townsend è stato doppiato da:
- Massimiliano Manfredi in About Adam, Night Stalker, Tradimenti
- Riccardo Rossi in La regina dei dannati, 24 ore
- Fabio Boccanera in Under the Skin - A fior di pelle, XIII
- Simone D'Andrea in Gioco di donna, Elementary
- Massimo De Ambrosis in Shade - Carta vincente
- Luca Ward in La leggenda degli uomini straordinari
- Gianfranco Miranda in Salem